# Michail Savov

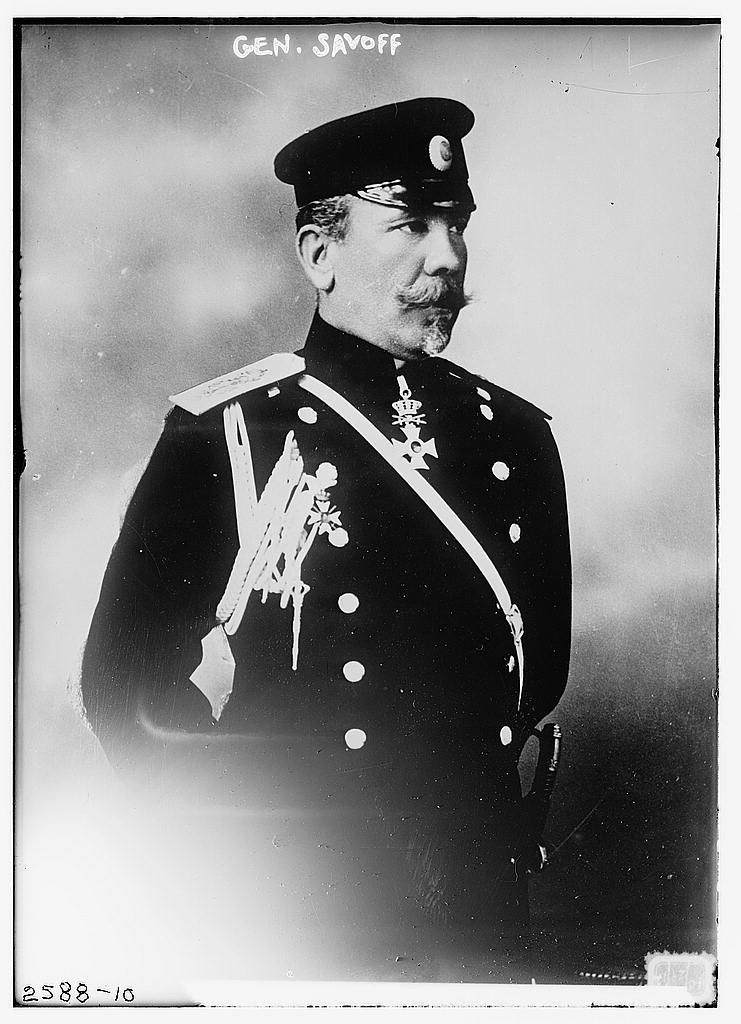
Michail Savov

Michail Savov (Михаил Савов), född 14 november 1857 i Stara Zagora, död 21 juli 1928 i Saint-Vallier-de-Thiey, Frankrike, var en bulgarisk general och politiker. 
Savov bedrev militära studier i Ryssland, blev krigsminister 1891, men råkade på våren 1894 i konflikt med Stefan Stambolov, som beskylldes för att stå i olovligt förhållande till hans maka; hans avgång blev inledningen till den kris, som medförde Stambolovs fall. 
Savov blev chef för krigsskolan 1897 och var 1903–07 åter krigsminister samt inlade stora förtjänster om bulgariska krigsväsendets organisation. I Balkankrigen 1912–13 var han bulgariska arméns överbefälhavare, såväl under det första kriget med dess rad av lysande framgångar mot turkarna som under det andra, då segerns frukter till stor del gick förlorade genom nederlagen mot de forna bundsförvanternas övermakt. Savov tjänstgjorde ej under första världskriget.